# Belleair Beach
Belleair Beach ist eine Stadt im Pinellas County im US-Bundesstaat Florida. Das U.S. Census Bureau hat bei der Volkszählung 2020 eine Einwohnerzahl von 1.633 ermittelt.

## Geographie
Belleair Beach liegt auf einer Barriereinsel zwischen dem Gulf Intracoastal Waterway und dem Golf von Mexiko. Im Norden grenzt die Stadt an Clearwater, im Süden an Indian Rocks Beach und im Westen an Belleair Shore. Belleair Beach liegt etwa 30 km westlich von Tampa.

## Demographische Daten
Laut der Volkszählung 2010 verteilten sich die damaligen 1560 Einwohner auf 1167 Haushalte. Die Bevölkerungsdichte lag bei 1300 Einw./km². 95,7 % der Bevölkerung bezeichneten sich als Weiße, 0,4 % als Afroamerikaner, 0,1 % als Indianer und 1,0 % als Asian Americans. 0,6 % gaben die Angehörigkeit zu einer anderen Ethnie und 2,2 % zu mehreren Ethnien an. 3,7 % der Bevölkerung bestand aus Hispanics oder Latinos.
Im Jahr 2010 lebten in 14,7 % aller Haushalte Kinder unter 18 Jahren sowie 44,9 % aller Haushalte Personen mit mindestens 65 Jahren. 67,3 % der Haushalte waren Familienhaushalte (bestehend aus verheirateten Paaren mit oder ohne Nachkommen bzw. einem Elternteil mit Nachkomme). Die durchschnittliche Größe eines Haushalts lag bei 2,08 Personen und die durchschnittliche Familiengröße bei 2,49 Personen.
13,3 % der Bevölkerung waren jünger als 20 Jahre, 10,4 % waren 20 bis 39 Jahre alt, 31,3 % waren 40 bis 59 Jahre alt und 44,9 % waren mindestens 60 Jahre alt. Das mittlere Alter betrug 58 Jahre. 48,3 % der Bevölkerung waren männlich und 51,7 % weiblich.
Das durchschnittliche Jahreseinkommen lag bei 77.083 $, dabei lebten 6,1 % der Bevölkerung unter der Armutsgrenze.
Im Jahr 2000 war Englisch die Muttersprache von 94,22 % der Bevölkerung, spanisch sprachen 3,06 % und 2,72 % hatten eine andere Muttersprache.

## Verkehr
Der nächste Flughafen ist der St. Petersburg-Clearwater International Airport (rund 15 km östlich).

## Kriminalität
Die Kriminalitätsrate lag im Jahr 2010 mit 140 Punkten (US-Durchschnitt: 266 Punkte) im niedrigen Bereich. Es gab eine Vergewaltigung, drei Körperverletzungen, sechs Einbrüche, 22 Diebstähle und einen Autodiebstahl.